# Imamzada, Gandža
Imamzada v Gandži ali mošeja Goj Imam (azerbajdžansko İmamzadə türbəsi) se nahaja 7 km severno od Gandže. Kompleks sestavljajo obzidje z vhodi, majhna mošeja in nagrobni spomeniki. V mavzoleju, ki se nahaja znotraj mošeje, je grob imamzade Ibrahima, sina imama Muhammada al-Baqirja,  petega imama šiitskih muslimanov.

## Zgodovina
Mavzolej je bil zgrajen v 8. stoletju v mestu Gandža v Azerbajdžanu. Glede na napis, ki se nahaja v mavzoleju, so sinovi Mohameda al-Baqirja, ki velja za enega najbolj svetih posameznikov šiitskega islama, zapustili svojo domovino in se preselili v Azerbajdžan in İran, da bi pobegnili pred vladajočimi sloji Omajadskega kalifata (661-750), ki so preganjali predstavnike preroka islama. İmam Ibrahim in Ismail sta prišla v azerbajdžanski mesti Barda in Gandža, vendar sta ju tu ubila sovražnika. Na grobovih imama Ismaila v Bardi in imama Ibrahima v Gandži sta bila zatem postavljena mavzoleja. Napis v mavzoleju je na majhni marmorni plošči, ki se nahaja v prvem nadstropju.
V srednjem veku so na območju imamzade potekala restavratorska in obnovitvena dela. V 15. in 16. stoletju je bil zaradi krepitve šiitov poseben poudarek namenjen gradnji velikih struktur, uporabi verskih atributov, pa tudi novim obrtniškim veščinam pri popravilu in obnovi mavzoleja. 
Osnovne informacije o obnovi starodavnih spomenikov, zgodovinskih stavb in verskih objektov Gandže segajo v 18. in 19. stoletje. Vzrok za to so restavratorska dela, ki jih izvajajo privilegirane osebe neposredno na uradni ravni.
Med vladavino Džavad Kana (1786-1804) so v mavzoleju izvedli večje prenove, ki jih je vodili palačni arhitekt Karbalai Sadiq.
Med letoma 1878 in 1879 je mavzolej Nizami Gandžavi in kompleks imamzade ponovno rekonstruiral načelnik drugega muslimanskega jahalnega polka carske ruske vojske generalmajor Israfil bey Yadigarzadeh.
Med leti 2010 in 2016 so bila v imamzadi in na cesti Gandža-Zazali, ki vodi do kompleksa, izvedena obsežna rekonstrukcijska in restavratorska dela. Skupaj je bilo za obnovo mavzoleja Imamzadeh namenjenih 31 milijonov manatov, za obnovo ceste pa 17 milijonov manatov.
Na območju kompleksa so položili 10.000 kvadratnih metrov asfaltne obloge, okrašene z okrasnimi kamni, nameščena je bila razsvetljava, vzpostavljena pa je bila tudi druga infrastruktura. Na območju sta 2 minareta, namazgah (prostor za molitev) in dvorana za obiskovalce z višino 42 metrov ter 2 parkirišči za 500 avtomobilov. Prvo nadstropje trinadstropne glavne stavbe mavzoleja se uporablja kot garderoba. V drugem nadstropju so upravni prostori, tretje nadstropje pa se uporablja kot hotel.

## Arhitekturne značilnosti
Imamzada je bila v zgodnjem srednjem veku prvotno grob. Nato se je grob postopoma spremenil v velik kompleks, saj so na njem zgradili mavzolej. Z večanjem pomena mavzoleja kot svetišča so bili dodani novi obrtniški in arhitekturni elementi. Mavzolej predstavlja glavni spomenik kompleksa saj prikazuje, kako so marsikateri mavzoleji v 16.-19. stoletju pridobili kultne arhitekturne značilnosti in izgubili lastnosti memorialnih spomenikov. Mavzolej spada med stolpičasto-kupolne tipe stavb.
Dvonadstropni lok iz 17. stoletja je oblikoval razširitev mavzoleja, ki je s treh strani obdajal osrednje jedro, na vzhodnem delu pa je bil odprt portal. Posebnost prizidka je rob lancetnih lokov s pravokotnimi okvirji. Mavzolej je zgrajen iz kvadratne opeke. V notranjosti mavzoleja je zarih.
Glavni del kompleksa predstavljata grobnica in pokopališče. Poleg tega sedem kupol, mošeja, hiše karavanseraj, kupola na vhodnih vratih v spomenik (deveta kupola), okraski in napisi na nagrobnikih, bazen in druge pomožne stavbe skupaj z glavno kupolo grobnice oblikujejo arhitekturno strukturo mavzoleja.
Nad grobnico je bila zgrajena velika in visoka stavba mošeje s tremi minareti. Osrednja kupola mošeje je okrašena s cvetličnimi elementi in simboličnimi značilnimi risbami pavov. Osrednja kupola se po svoji strukturi in dimenzijah bistveno loči od drugih. Visoka je 14,7 metra. Z arhitekturnega vidika kupolo odlikujejo elegantne oblikovne značilnosti. Osrednja kupola, ki se imenuje "Imam Ibrahimova kupola", je v obliki antične čelade (təskulə), njen premer pa znaša 4,4 metra.
Mavzolej je bil zgrajen iz rdeče opeke, uporabljeni pa so bili elementi, značilni za arransko arhitekturno šolo. Med 13. in 16. stoletjem so spomeniku dodali majhne kupolne celice na desni in levi strani osrednje kupole.
Najznačilnejši del grobnice sta kupola in njeno valjasto ogrodje, okrašeno s pisanimi modrimi in zelenimi ploščicami. Pri okraševanju fasad so bile uporabljene predvsem modre ploščice. Okraski v obliki baklave in drugi figuralni okraski so temno vijolične barve. Hkrati je mogoče najti tudi posamezne zelenkaste ploščice. Ti okrasni elementi so bili spomenikom dodani v 14. in 17. stoletju. Prvo nadstropje jugovzhodne fasade sestavljajo trije loki 

## Raziskovanje
Prve raziskave o imamzadi v mestu Gandža v Azerbajdžanu je opravil L. S. Bretanitski, avtorjeva knjiga "Azerbaijan Architecture" (1952) pa vsebuje nekaj informacij o antičnem spomeniku v Gandži. Raziskovalec pa napačno (ne da bi prebral napise v mavzoleju) šteje mavzolej kot spomenik iz 18. stoletja.
Raziskovalec-arhitekt Niyazi Rzayev v svojem članku z naslovom "Ganja Imamzadeh Mausoleum" prvič ne navaja le arhitekturnih in umetniških značilnosti spomenika, temveč tudi podrobne informacije o njegovi zgodovini. Leta 1947 je N. Rzayev začel raziskovati imamzadeh z znanstvenega vidika. Po desetih letih, leta 1957, je bil njegov članek objavljen v drugem zvezku zbirke Azerbajdžanskega zgodovinskega muzeja.
Eden od znanstvenih virov, ki odražajo zgodovino ganške imamzade, je monografija "Zgodovina azerbajdžanske arhitekture", objavljena leta 1963 v ruščini. V tej knjigi, ki so jo izdali M. Huseynov, L. Bretanitski in A. Salamzadeh, so bile podane splošnejše informacije o Gandži Imamzadeh.
V monografiji A. Salamzadeja "Arhitektura Azerbajdžana (XVI-XIX stoletje)", ki je izšla v Bakuju leta 1964, so temeljito raziskane arhitekturne značilnosti spomenika.
Isaaca Jafarzadeha je več let opravljal arheološke raziskave na ozemlju stare Gandže in leta 1949 v Bakuju in objavil rezultate pod imenom "Zgodovinsko-arheološki esej stare Gandže", ki so pomemben vir preučevanja zgodovine imamzade.
Pomembna je tudi vrsta znanstvenih del Mešadihanima Nemeta v zvezi s podrobno raziskavo zgodovine ganške imamzade. Njeni deli "Sveti kraji v Bakuju" (Baku, 1992) in "Epigrafski spomeniki v Gandži" (Baku, 1991) ponazarjata zgodovino in nekatere vidike imamzade.